# Nelasiorhynchites vaucheri
Nelasiorhynchites vaucheri is een keversoort uit de familie Rhynchitidae. De wetenschappelijke naam van de soort is voor het eerst geldig gepubliceerd in 1897 door Desbrochers des Loges.